# Consejo de Ancianos de Rapa Nui
El Consejo de Ancianos de Rapa Nui es una institución tradicional ancestral de Te Pito o te Henua en la Polinesia. La institución, presentada como parte integrante de la cultura Rapa nui, tiene como principal misión fortalecer el patrimonio cultural de la isla en lo que es su tradición, su lengua y su cultura en general, además de servir como organización asesora del gobierno de la isla y ante las autoridades de dicho país.
Está compuesto por 36 miembros que representan a cada apellido tradicional de la isla. El presidente del Consejo es miembro, por derecho propio, de la Comisión de Desarrollo de la Isla de Pascua. Anteriormente se denominaba Conejo de Jefes.

## Historia

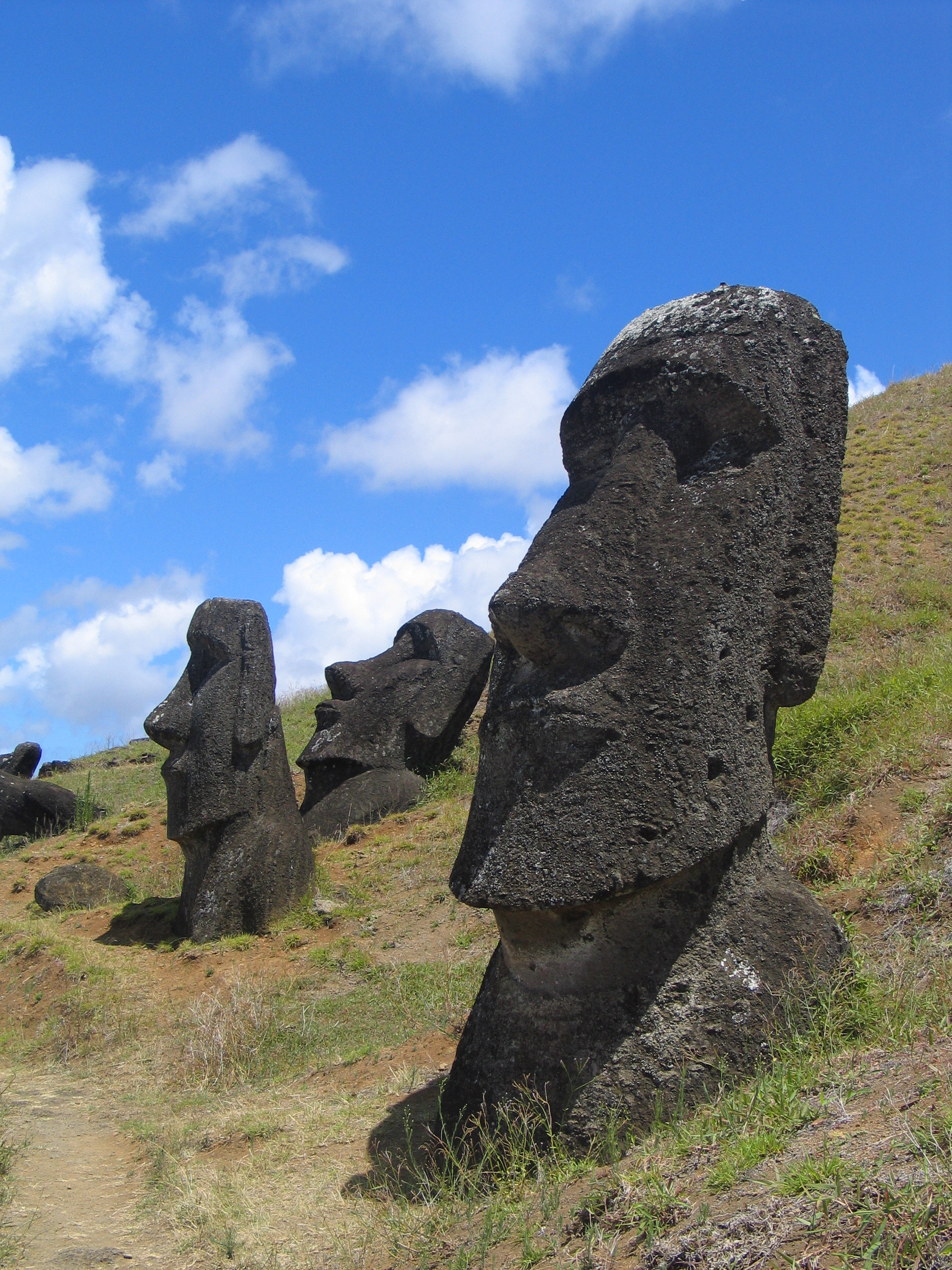
Moai en Rano Raraku.

El 22 de octubre de 1979 la dictadura militar chilena promulgó el Decreto Ley 2885 (publicado en el Diario Oficial de la República de Chile el 7 de noviembre del mismo año), que establecía normas sobre el otorgamiento de títulos de dominio y administración de terrenos fiscales en la Isla de Pascua, estableciendo la propiedad individual sobre la tierra para la promoción de la industria turística privada. Esto generó protestas en muchos de los habitantes de la isla que, liderados por Alberto Hotus, formaron al año siguiente el Consejo de Ancianos de Rapa Nui en defensa de la tradicional propiedad colectiva de la tierra y protestando porque la norma limitaba los derechos de los nativos a solo 2150 hectáreas.
En 1988, tras años de protestas infructuosas y con la firma de 700 nativos adultos —la población total de la isla era de poco más de 1700 personas— el Consejo de Ancianos presentó una demanda judicial contra el Estado chileno, solicitando la anulación de la inscripción de propiedad de 1933.
En 1990, iniciada la transición democrática, el Consejo de Ancianos realizó el I Congreso para el desarrollo de la isla de Pascua. Abandonado el litigio, en 1993 se promulgó la "Ley Indígena" que creó la Comisión de Desarrollo de la Isla de Pascua y que reconoció legalmente al Consejo de Ancianos Rapa Nui, cuyo presidente integraba la comisión.

## Presidentes
- Alberto Hotus Teave (1979-2016)
- Carlos Edmunds Paoa (2016-actualidad)